# إم في يارا بيركلاند

إم في يارا بيركلاند (بالإنجليزية: MV Yara Birkeland)‏ هي سفينة حاويات ذاتية القيادة تمتلكها شركة يارا انترناشونال النرويجية، من المخطط دخولها الخدمة في عام 2022.